# S/2004 N 1
أس/2004 أن 1 هو قمر طبيعي تابع لنبتون، يعتبر القمر الرابع عشر المعروف من هذا النوع، و باكتشافه في 2013، يعتبر أصغر قمر معروف و مكتشف لوقتنا هذا تابع لنبتون.

## الخصائص الفيزيائية
أس/2004 أن 1 هو قمر صغير، يقدر حجمه بأقل من 20 كم، مما يجعله أصغر عضو في نظام نبتون. 

من الأرض، قدره الظاهري يساوي 26.5 يعني 100 مليون مرة أكثر خفوتا من النجم الأقل وضوحا بالعين المجردة.

## المدار
أس/2004 أن 1 يدور حول نبتون ببعد يقدر ب 200 105 كم في 22 ساعة 28 دقيقة 10 ثواني فقط بين لاريسا وبروتيوس.

## التاريخ

### الاكتشاف
أس/2004 أن 1 أكتشف من قبل مارك شوالتر في 1 يوليو 2013 إعتمادا على  150 صورة لمرصد هابل الفضائي بين 2004 و 2009. تم الإعلان الرسمي عن الاكتشاف في 15 يوليو 2013.

### التسمية
لا يوجد اسم نهائي إلا حد الآن للقمر لكن تسميته المؤقتة هي أس/2004 أن 1 يعني أول قمر مكتشف في 2004 إعتمادا على الصور يرجع تاريخها إلى 2004.

## مقالات ذات صلة
- نبتون
- أقمار نبتون